# 중륵도
중륵도(中勒島)는 대륵도와 소륵도의 사이에 있는 섬이라고 해서 중륵도라는 명칭이 붙었다.행정구역 상으로는 전라남도 여수시 율촌면 여동리에 속해 있다. 사람이 살지 않는 무인도이다.